# Mandala
Pour les articles homonymes, voir Mandala (homonymie).
 (septembre 2018).
Si vous disposez d'ouvrages ou d'articles de référence ou si vous connaissez des sites web de qualité traitant du thème abordé ici, merci de compléter l'article en donnant les références utiles à sa vérifiabilité et en les liant à la section « Notes et références ».
Mandala (du sanskrit : मण्डल IAST : maṇḍala ; chinois : 曼荼羅 / 曼荼罗, màntúluó ; Japonais : 曼陀羅 (mandara), traductions phonétiques ; tibétain : དཀྱིལ་འཁོར, Wylie : dkyil 'khor, THL : kilkor , dkyil signifiant le centre, l'essence et 'khor signifiant: la périphérie, la roue) est un terme sanskrit signifiant cercle, et par extension, sphère, environnement, communauté, utilisé dans l'hindouisme ainsi que le bouddhisme et le jaïnisme. Il est composé des termes sanskrit « manda », signifiant « essence », et « la » signifiant « contenant ». Les mandalas sont en premier lieu des aires rituelles utilisées pour évoquer des divinités hindoues. Le bouddhisme héritier de ces pratiques utilise également les mandalas pour ses rites et ses pratiques de méditation.
Dans le bouddhisme vajrayāna, il existe différentes formes de mandalas, structure complexe peinte ou sculptée en ronde-bosse utilisée pour la progression initiatique, ou bien encore diagramme fait de sable coloré qui est utilisé principalement pour la méditation. Le diagramme est dans tous les cas rempli de symboles ; il peut être associé à une divinité. Certains mandalas, très élaborés et codifiés, en deviennent semi-figuratifs, semi-abstraits, tel le Gohonzon de Nichiren,.

## Histoire
Des proto-mandalas sont attestés pour leurs aspects politiques depuis le premier siècle avant notre ère. Le pouvoir du chef y était alors lié aux ancêtres et à l'esprit animiste.
Si des pratiquants du bouddhisme du peuple Yuezhi (de l'Empire kouchan) sont notés en Chine en -2, l'ère du bouddhisme de Chine commence probablement sous le règne de l'empereur Han Mingdi (règne, 58 — 75) étant le premier connu pour avoir eu un intérêt pour le bouddhisme, avec notamment la fondation du temple du Cheval blanc. Au début de l'arrivée du bouddhisme en Chine, des traités d'exégèse et des manuels de rituels y sont écrits. Le manuel de confession lors de l'introduction du bouddhisme en Chine. Le rituel de confession monastique (pratimokṣa), ne correspondant pas forcément à de réelles confessions, mais à un exercice de détachement de la vacuité. Ces confessions parfois de péchés imaginaires lui permettent de comprendre la vraie nature de toute chose (dharma). Des manuels sont écrits par des moines chinois dont certains ont plus d'importance pratique dans les rituels que les sūtra et vinaya. Les laïcs effacent alors leur péchés en se confessant suivant un rite au milieu d'un ensemble de moines. Avec l'arrivée des maîtres tantriques au VIIe siècle et VIIIe siècle, la pratique rituelle change. Les manuels de rites et méthodes de méditation sont souvent de patronage impérial. Un nouveau badhisattva est alors créé, ayant sa place au sein du mandala. Il est présenté comme ayant été rédigé par Amoghavajra au VIIIe siècle, il s'agit en réalité d'un tantra apocryphe fabriqué dans la Chine des Tang et pratiqué dans la région de Dunhuang. Le Taishō Canon japonais semble reprendre différents éléments des illustrations de ce tantra.

## Dans l'hindouisme

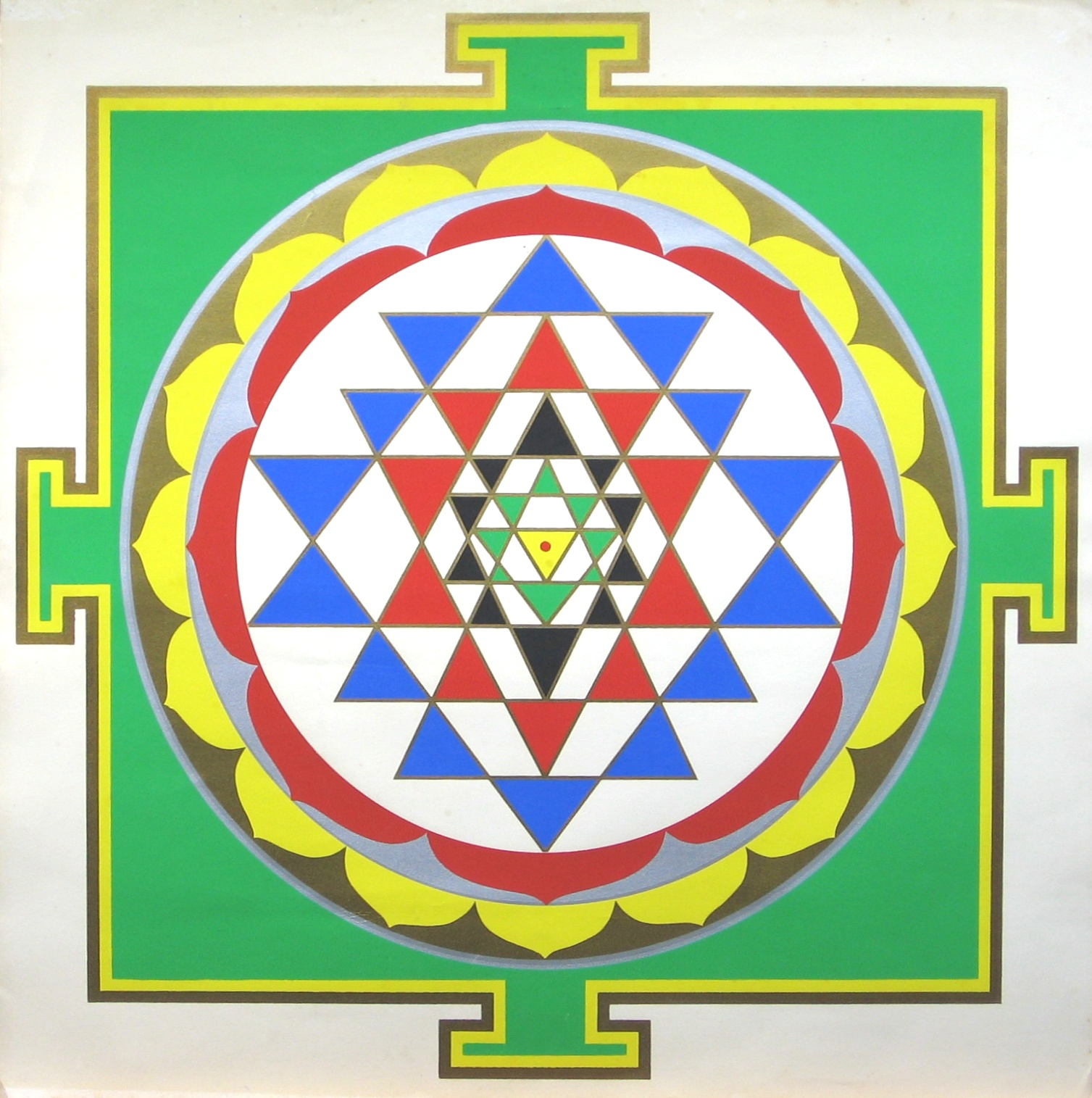
Shri yantra

Le maṇḍala n'est pas seulement une structure, c'est un lieu, une aire rituelle, d'invocation de la divinité. Il est donc l'outil de plusieurs rituels quotidiens sous sa forme de yantra, peinture de sable, dans l'hindouisme,. Les mandalas, yantras et cakras (chakras) comportent certaines distinctions.
Le śrīcacra et d'autres traditions utilisent souvent le mandala comme outil de méditation, mais il s'agit que d'un  aspect de ses utilisations. Le « navagrahmaṇḍala » est en forme de lotus tandis que le « bhadramaṇḍala » est de forme carrée et employé principalement dans des cérémonies de fin d'observances religieuses (vrata). La tradition pāncārtra utilise le « cakrājamaṇḍala » et le « navapadmamaṇḍala ». Le Pāncārtra Saṃhitās considère le maṇḍala comme une représentation du corps divin, ainsi que de l'univers.
Il existe différentes variations du principe du maṇḍala dans l’hindouisme. le rangoli est fait de poudre de riz ou de fleur, le kōlam exclusivement fait par des femmes du Tamil Nadu, utilisant des motifs géométriques complexes, et auparavant exclusivement fait de poudre de riz. Au contraire, au Kerala, les kalam (ou kalampattu, kalam ezhutu), également en poudre de riz, sont faits uniquement par des hommes représentant des divinités anthropomorphes. Le mandana, fait de motifs géométriques est peint sur les murs (bhitti chitra) et le sol (bhumi chitra) par les femmes au Rajasthan et dans le Nord du Madhya Pradesh.

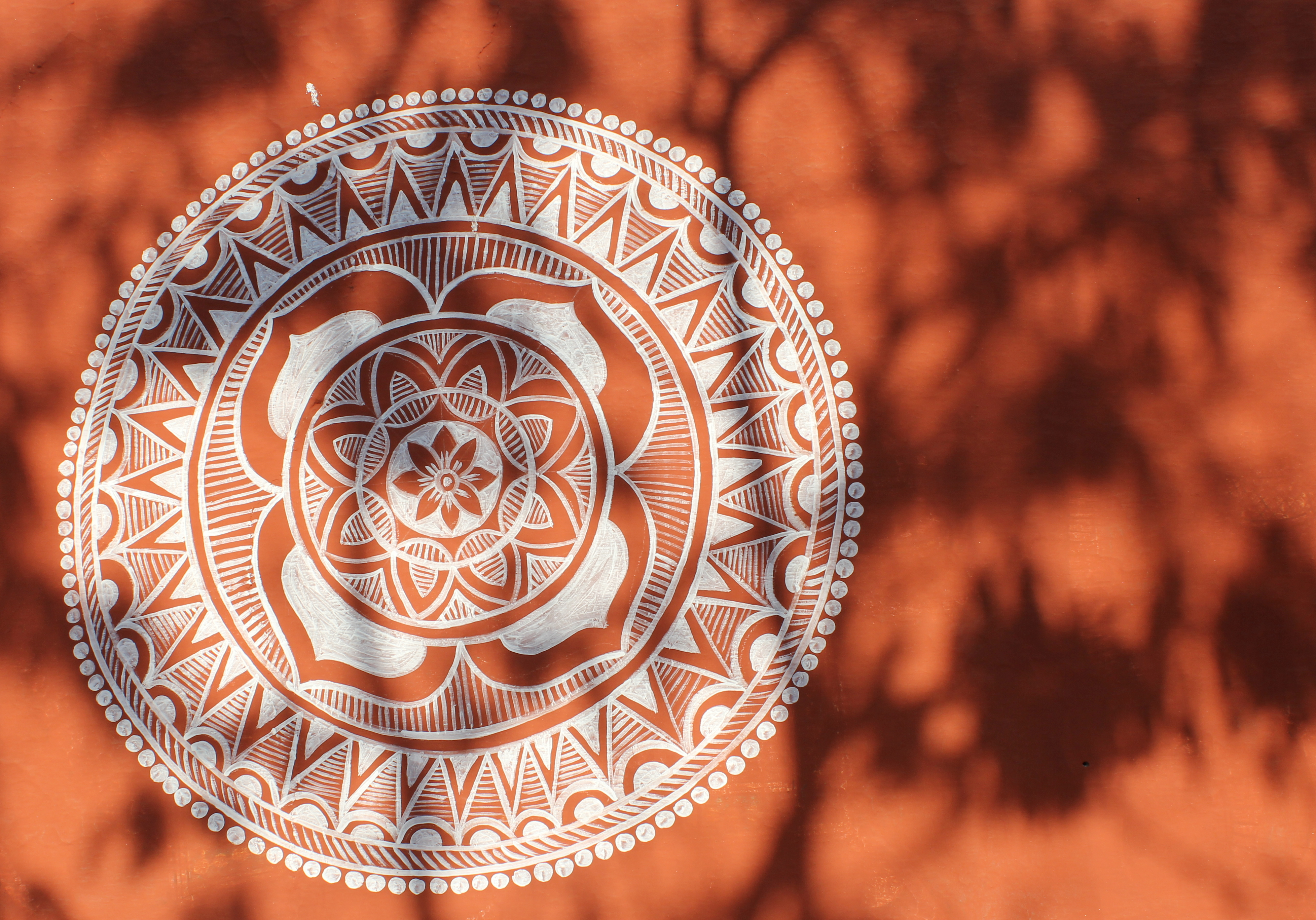
Mandana à Udaipur (Rajasthan)
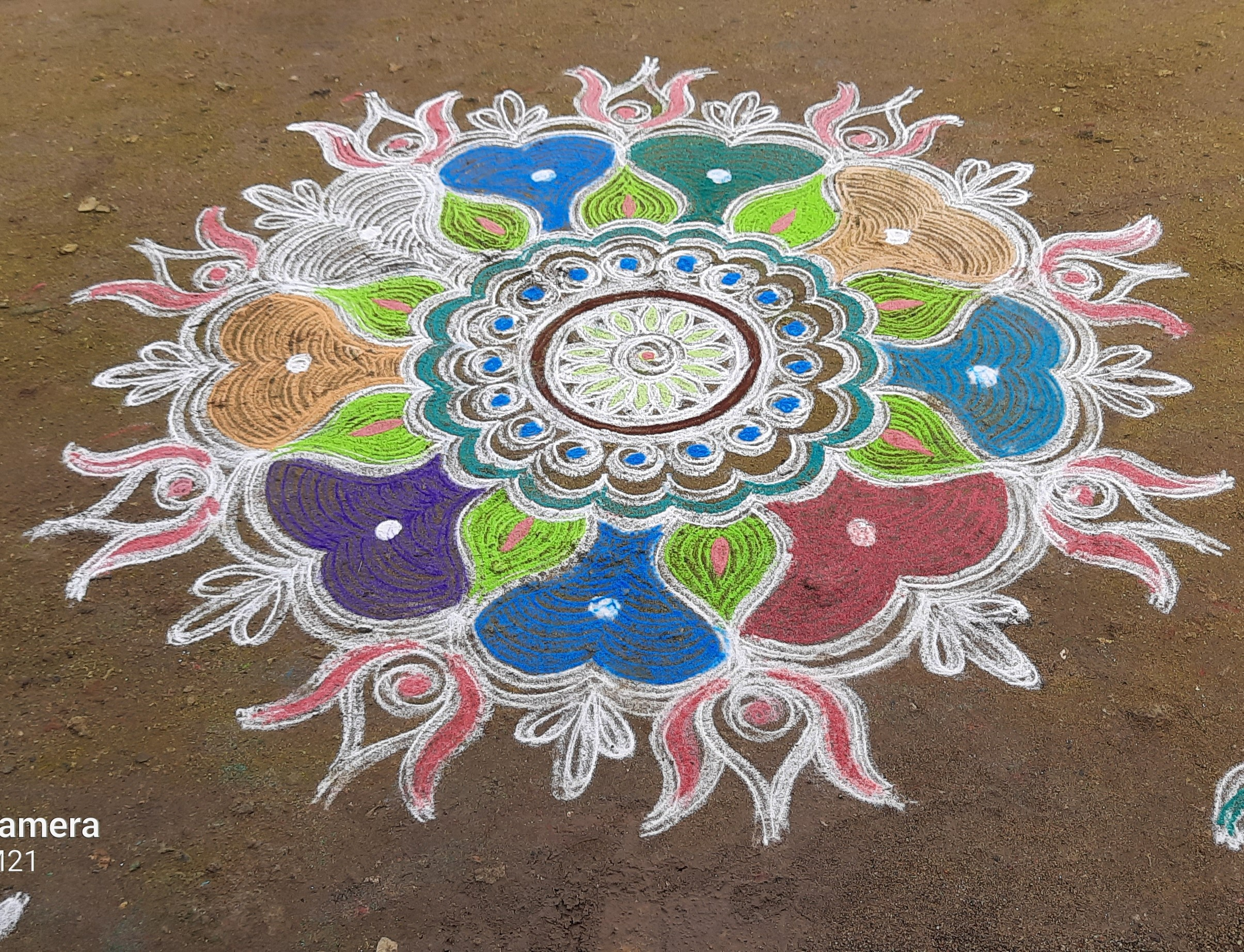
Rangoli fait avec de la poudre de riz
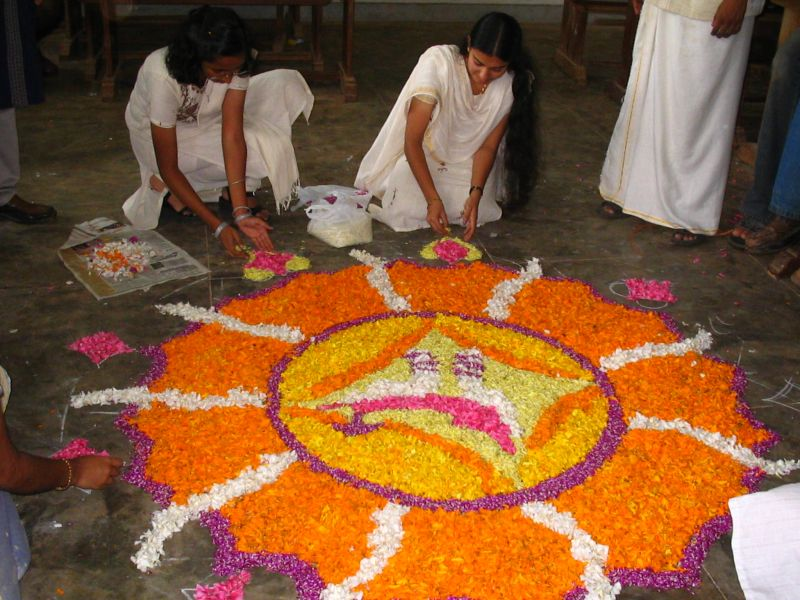
Rangoli de fleurs à l'occasion d'Onam
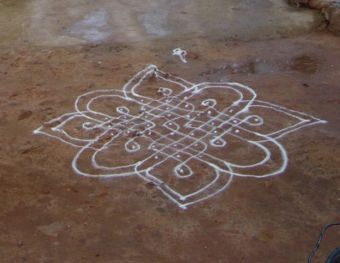
Kōlam du Tamil Nadu
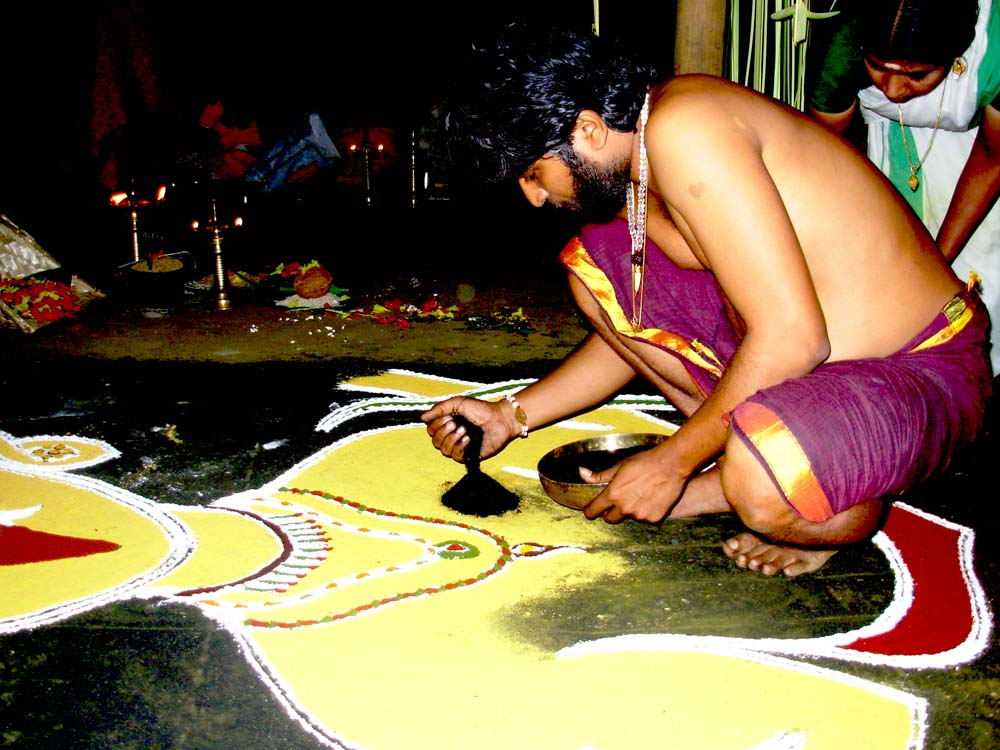
Construction d'un kalam ezhutu au Kerala

## Dans lebouddhisme vajrayāna

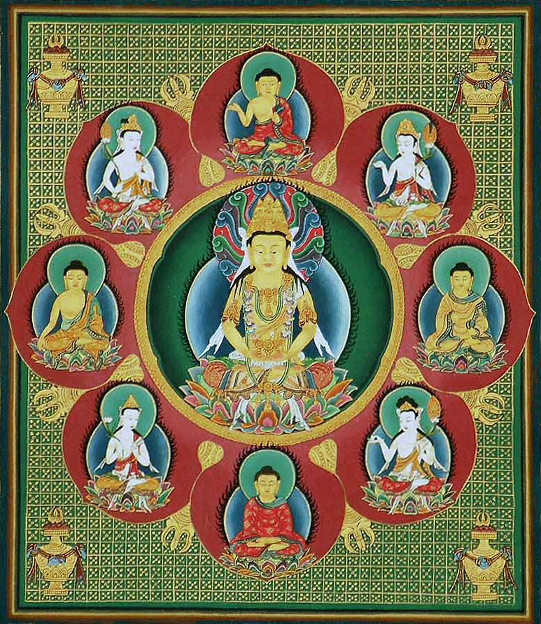
Lotus central du mandala Shingon de la matrice, le Garbhadhatu, représentant Mahavairochana, entouré de quatre Adibuddhas (dorés) et de quatre bodhisattvas (blancs).

Dans le bouddhisme tantrique (vajrayāna), comme dans d'autres branches du bouddhisme, le mandala est un support de méditation. Celui-ci est le plus souvent représenté en deux dimensions mais on trouve également des mandalas réalisés en trois dimensions. Ce sont des œuvres d'art d'une grande complexité. Le méditant se projette dans le mandala avec lequel il se fond dans les concepts taoïstes du yīn et du yáng de la bouddhéité chan. Disposées en plusieurs quartiers, certaines déités expriment la compassion, la douceur, d'autres l'intelligence, le discernement, d'autres encore l'énergie, la force de vaincre tous les aspects négatifs du subconscient samsarique.
Le mandala de Tōji, est un mandala constitué de 21 pièces, s'étendant sur 35 mètres, dans une salle de prédication du temple Tōji de Kyoto. Une réplique à échelle réduite et comportant 23 pièces commandée par Émile Guimet, produite par Yamamoto Yosuke, sculpteur de Masuyachô, est conservée au musée Guimet (Paris) et est un exemple de mandala sculpté issu de la liturgie de l'école Shingon. Ce mandala comporte un ensemble de divinités agencées selon un plan centré et orienté. Il permet au pratiquant de progresser dans ses accomplissements religieux.

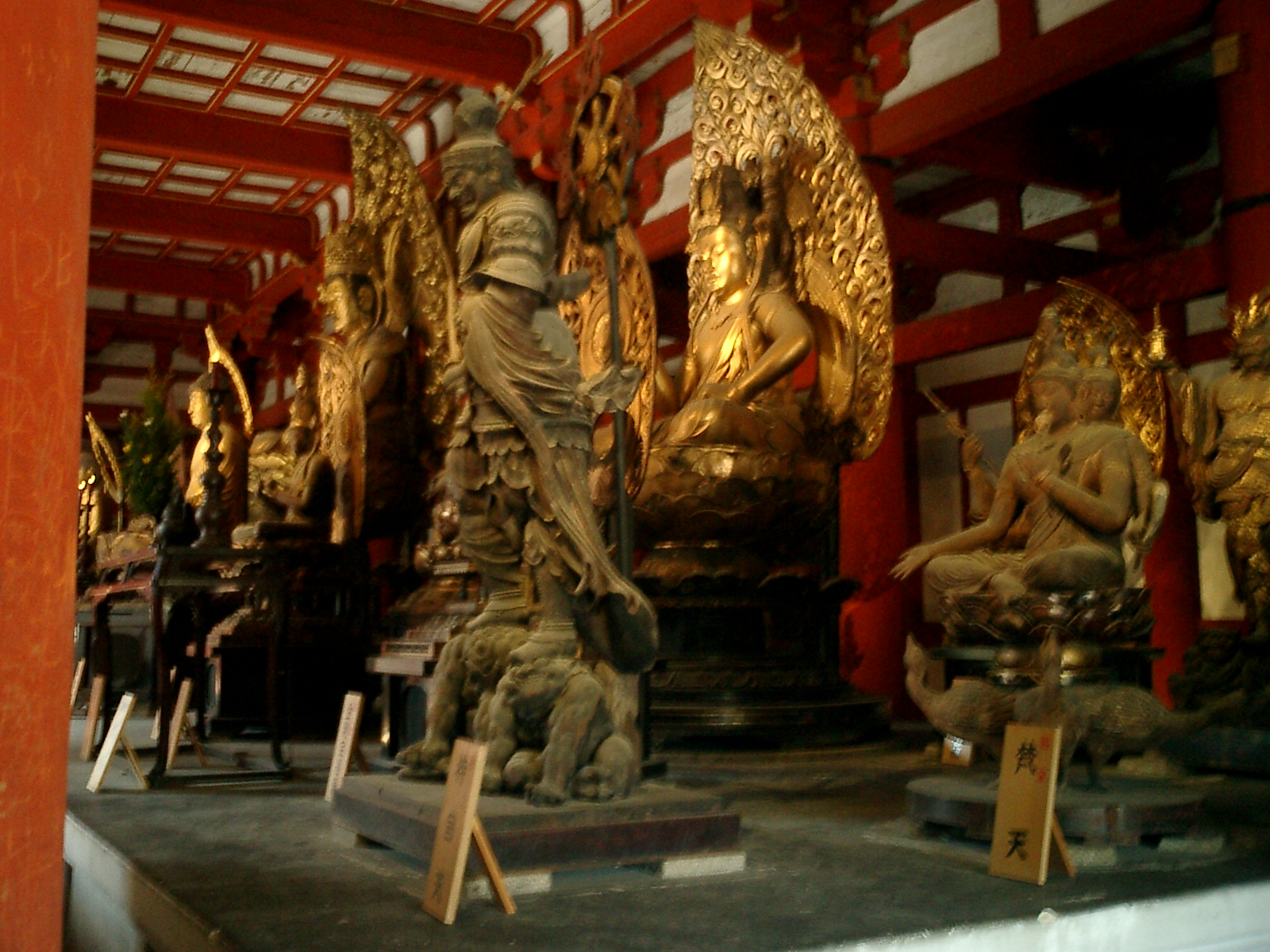
Mandala sculpté du Tōji à Kyoto

### L'offrande du mandala
Il arrive qu'un disciple offre à son maître un mandala, lui indiquant qu'il est prêt à recevoir l'enseignement ; c'est aussi un signe de reconnaissance.
On distingue quatre niveaux d'offrande du mandala : extérieur, intérieur, secret, très secret, ou de la nature de l'esprit.
Cette division courante s'applique aussi aux enseignements, à la lecture des textes et diverses transmissions de pouvoir (sank. : abhisheka; tibétain : dbang).
Finalement il existe un mudrā de l'offrande du mandala, où : 
1. les auriculaires se croisent et leur bouts touchent les bouts des pouces de l'autre main,
2. les deux annulaires sont donc « naturellement » collés, on les pointe vers le haut de sorte qu'ils viennent s'appuyer sur les pouces,
3. finalement les index touchent les majeurs opposés en se croisant.

### Mandala de sable tibétain
La construction du mandala est en elle-même une pratique spirituelle. Dans la salle, d'autres moines méditent et prient afin de renforcer la bodhicitta et ainsi bénir le mandala, qui sera offert aux bodhisattvas et à l'univers. Elle conserve également le yantra de l’hindouisme.
Le mandala est ensuite « détruit » et le sable est rassemblé devant tout le monde pour une offrande spirituelle à une divinité.
Les mandalas sont aussi là pour montrer que tout est éphémère...
Ces pratiques sont sans doute inspirées du rangoli, motif de sable dessiné par les hindouistes[réf. nécessaire]. Les femmes y dessinent des motifs de poudre de riz pour attirer les bons esprits dans la maison et les religieux font des motifs divins dans leurs cérémonies religieuses.

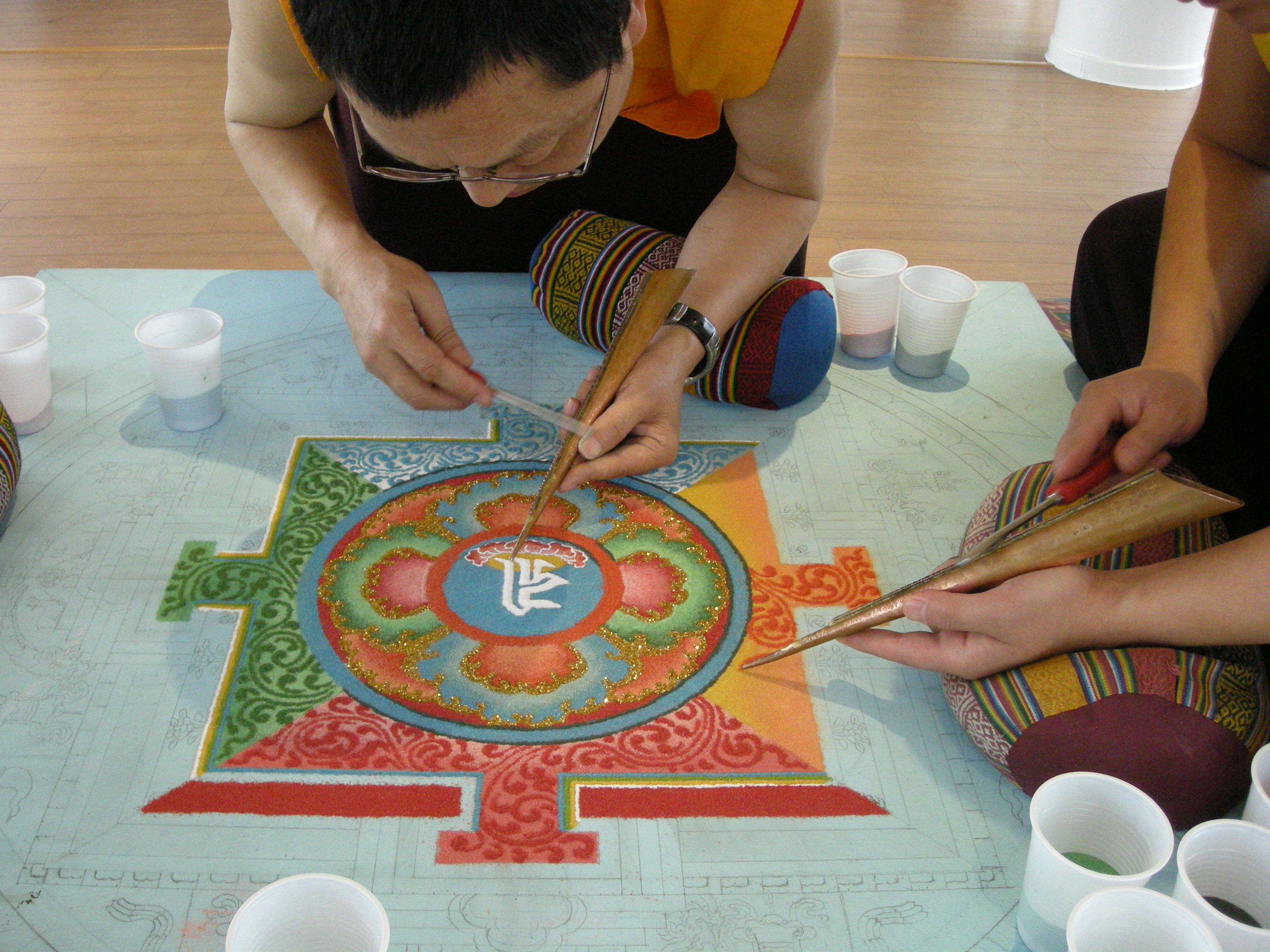
Premier jour : midi, motif du yantra
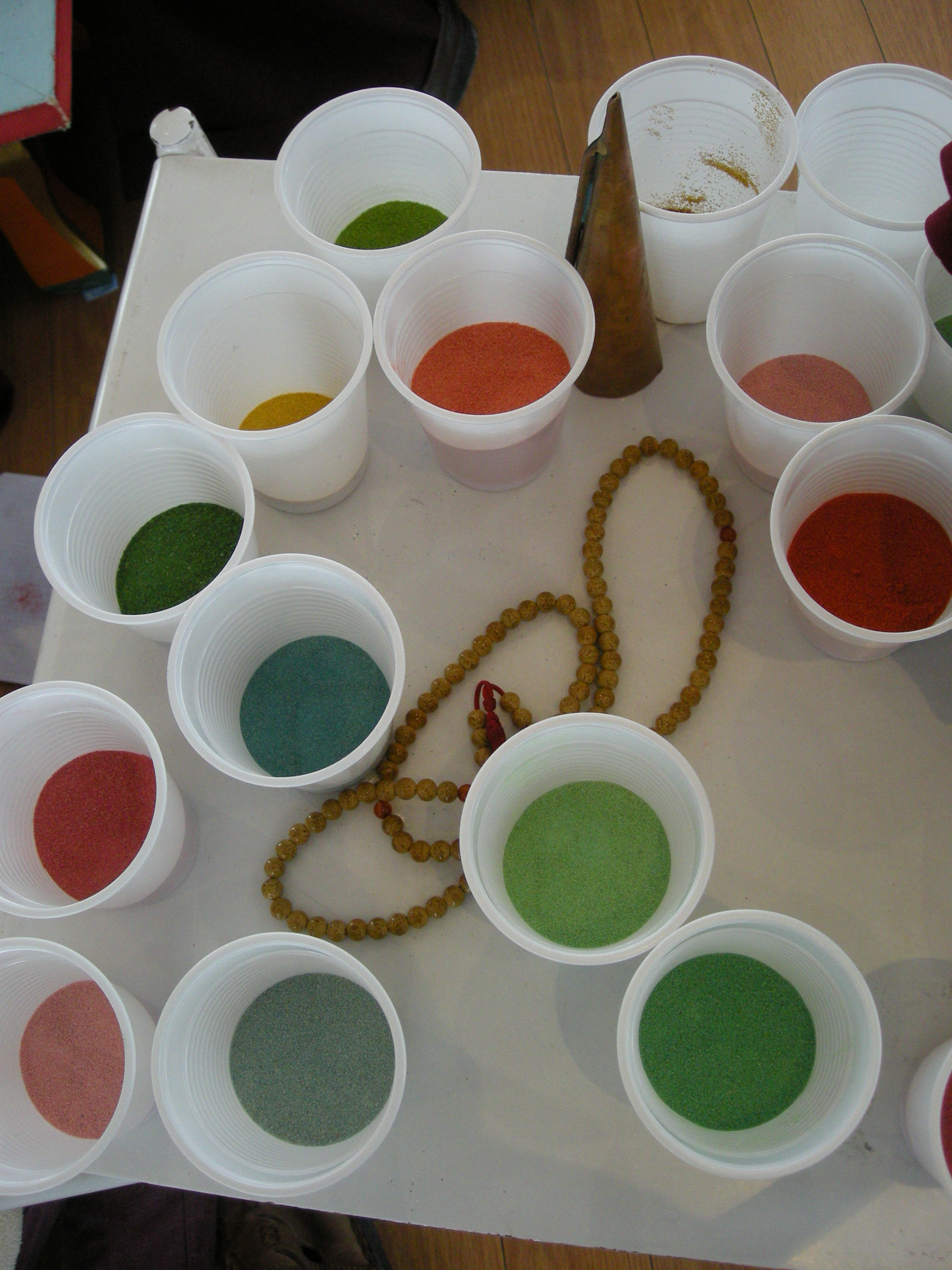
Sables, chapelet et chakpu
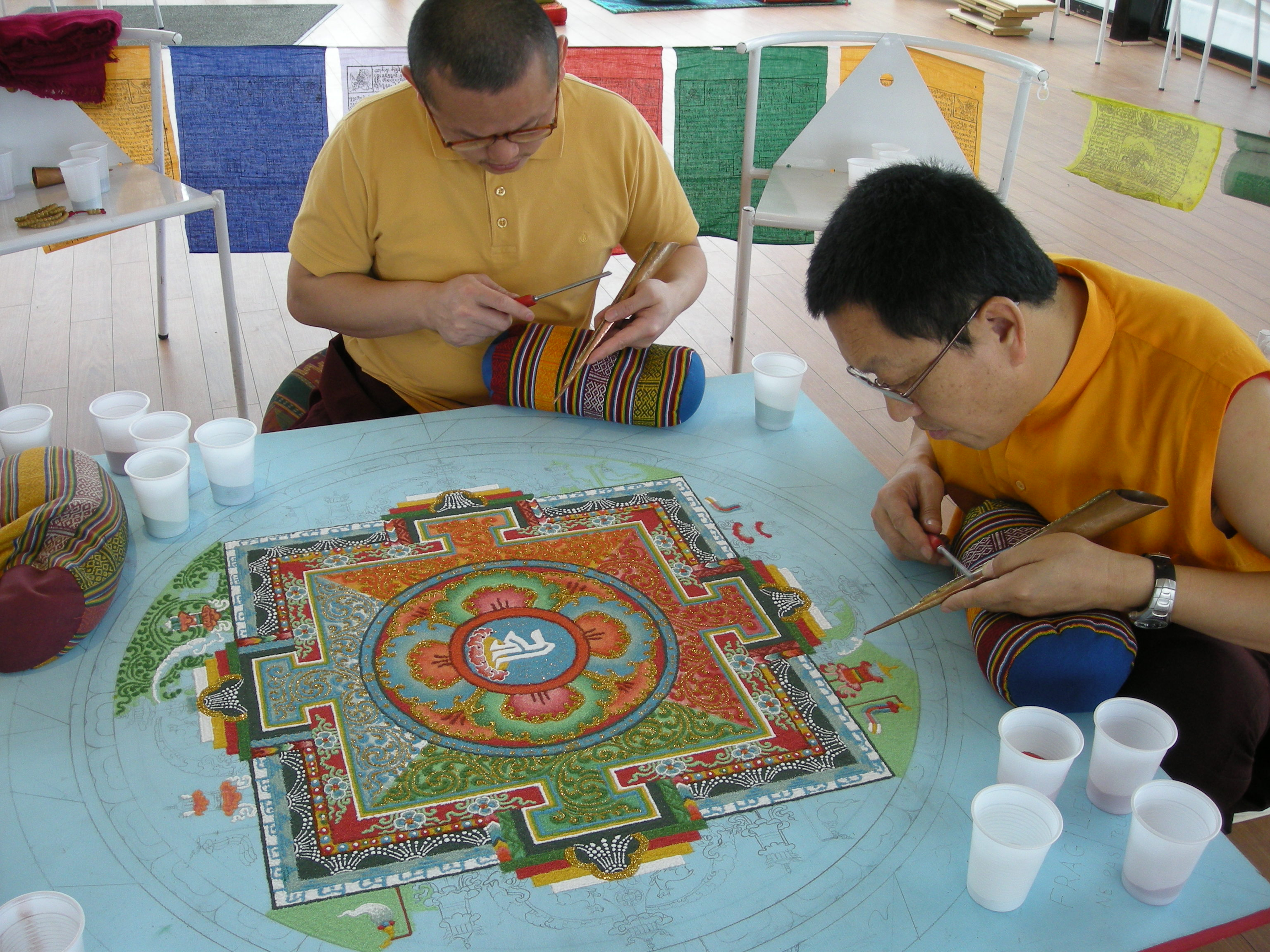
Deuxième jour : matin
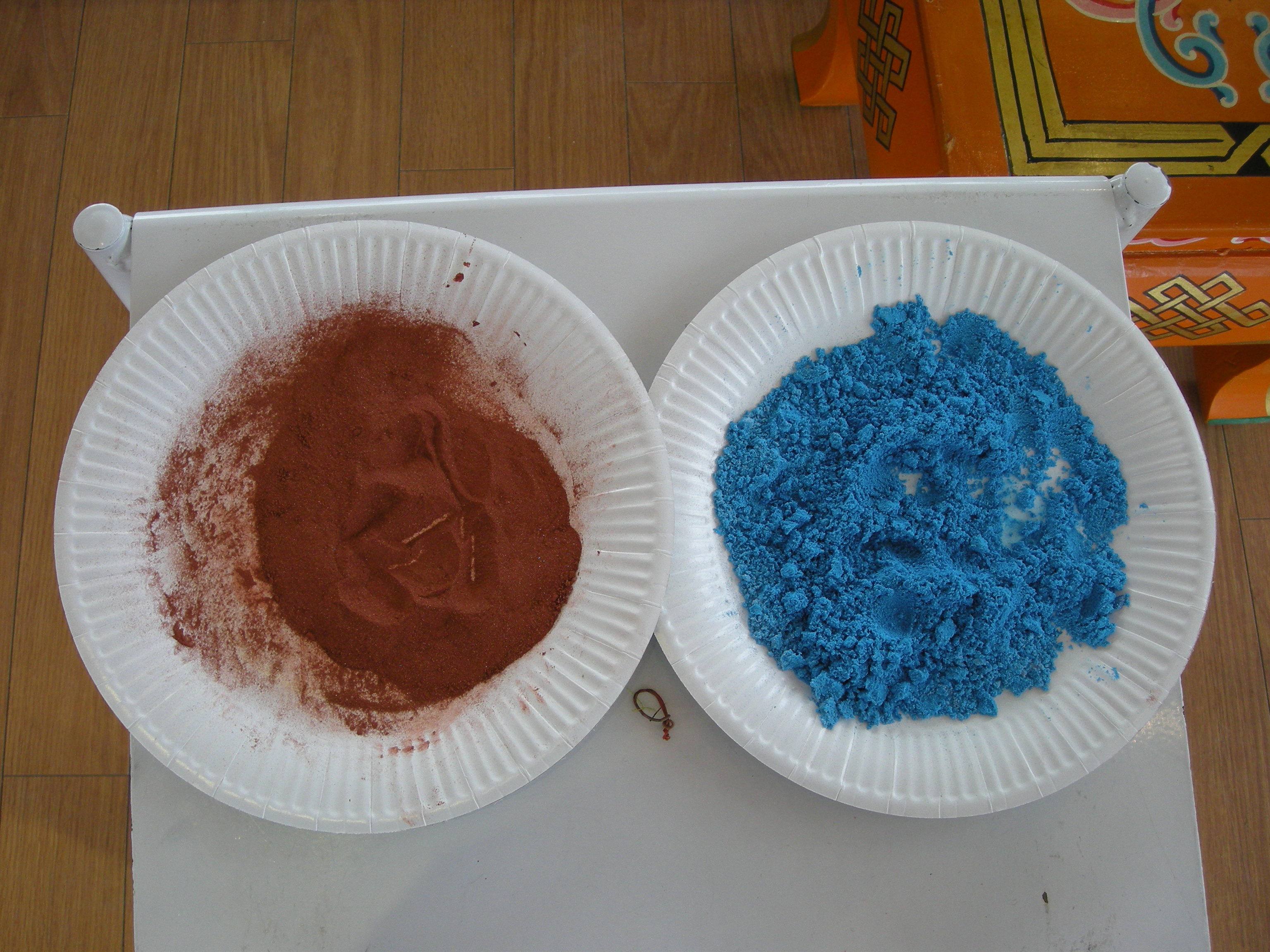
Sables colorés
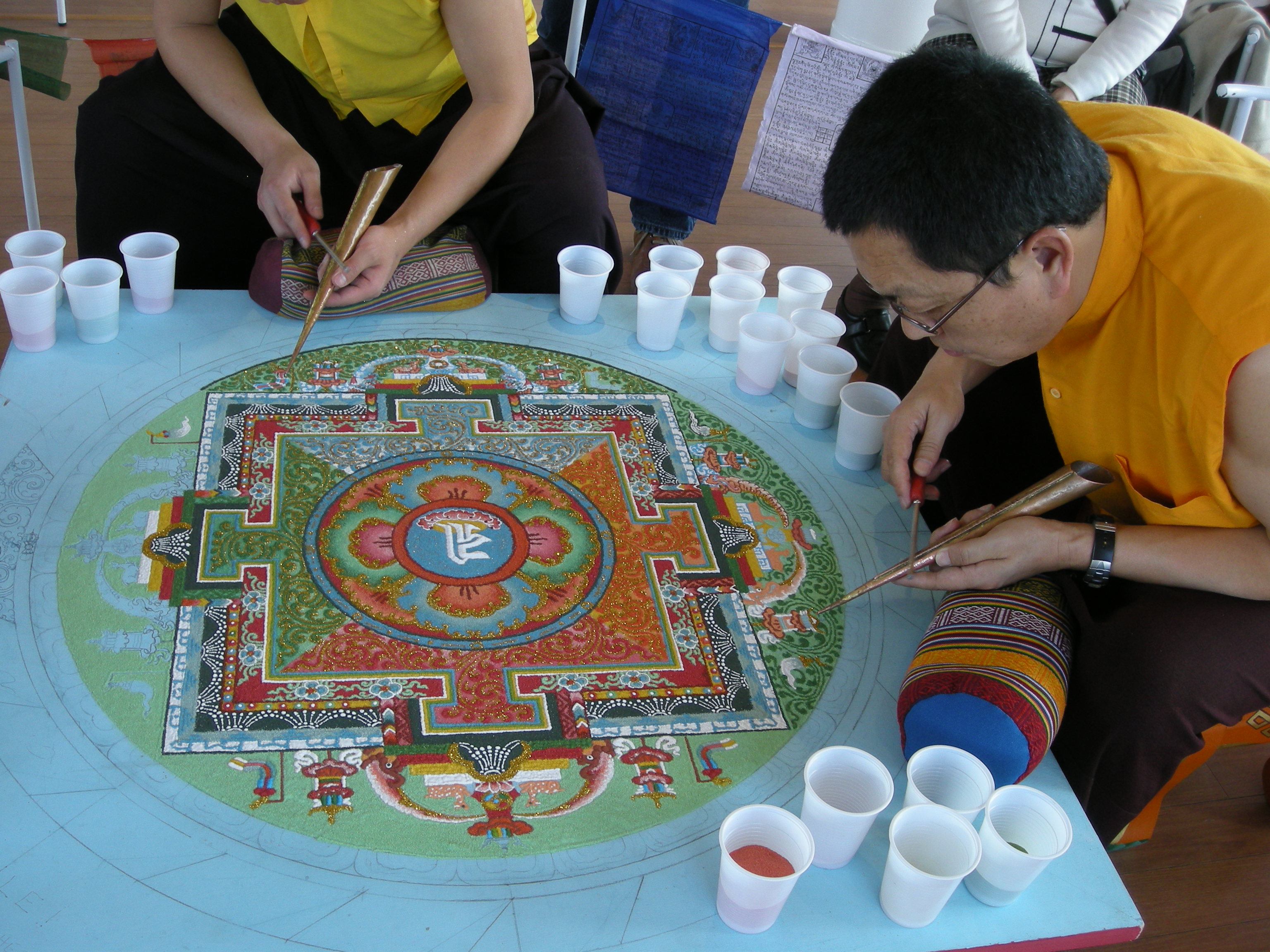
Deuxième jour : soir
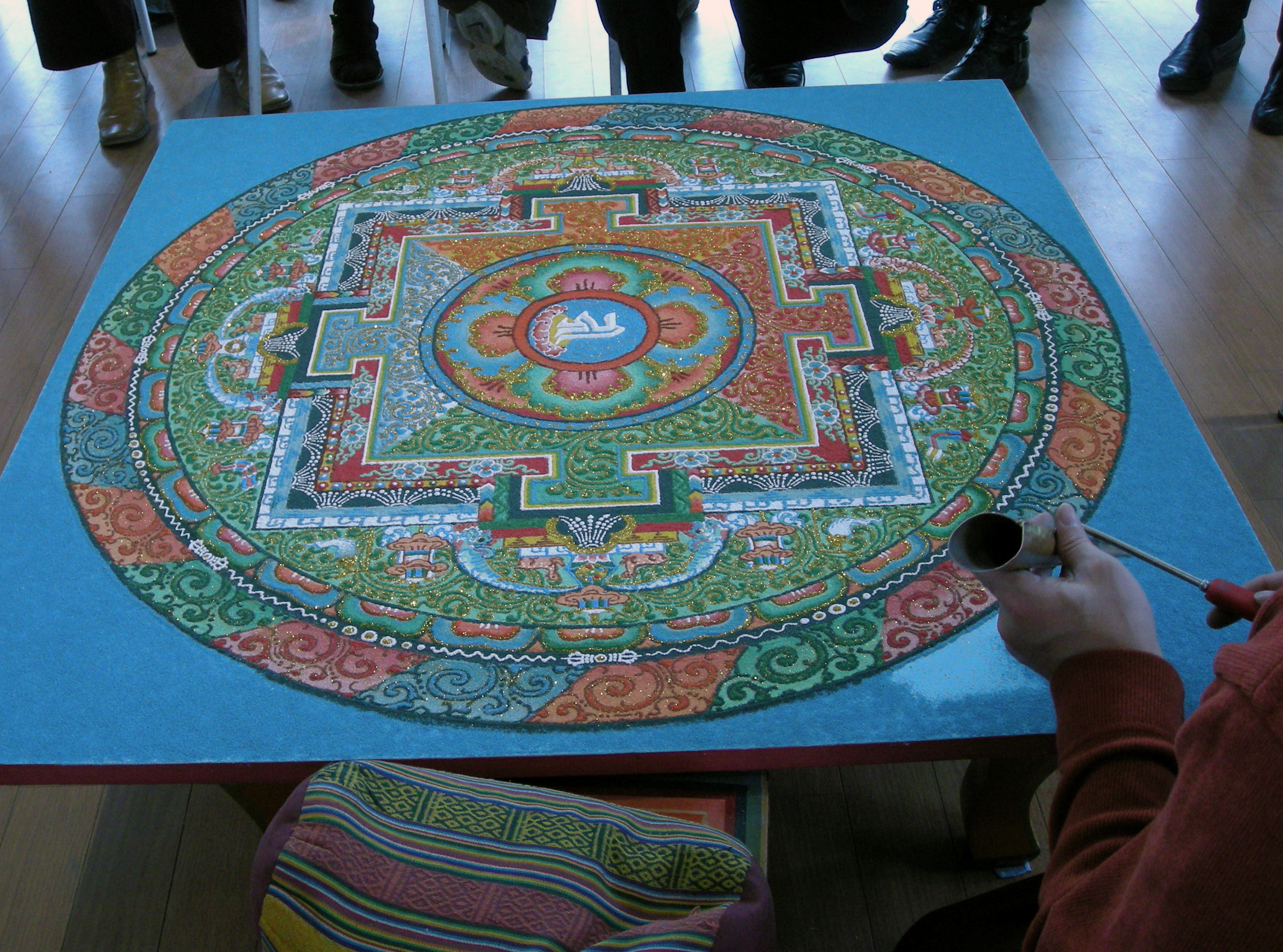
Troisième jour : derniers gestes
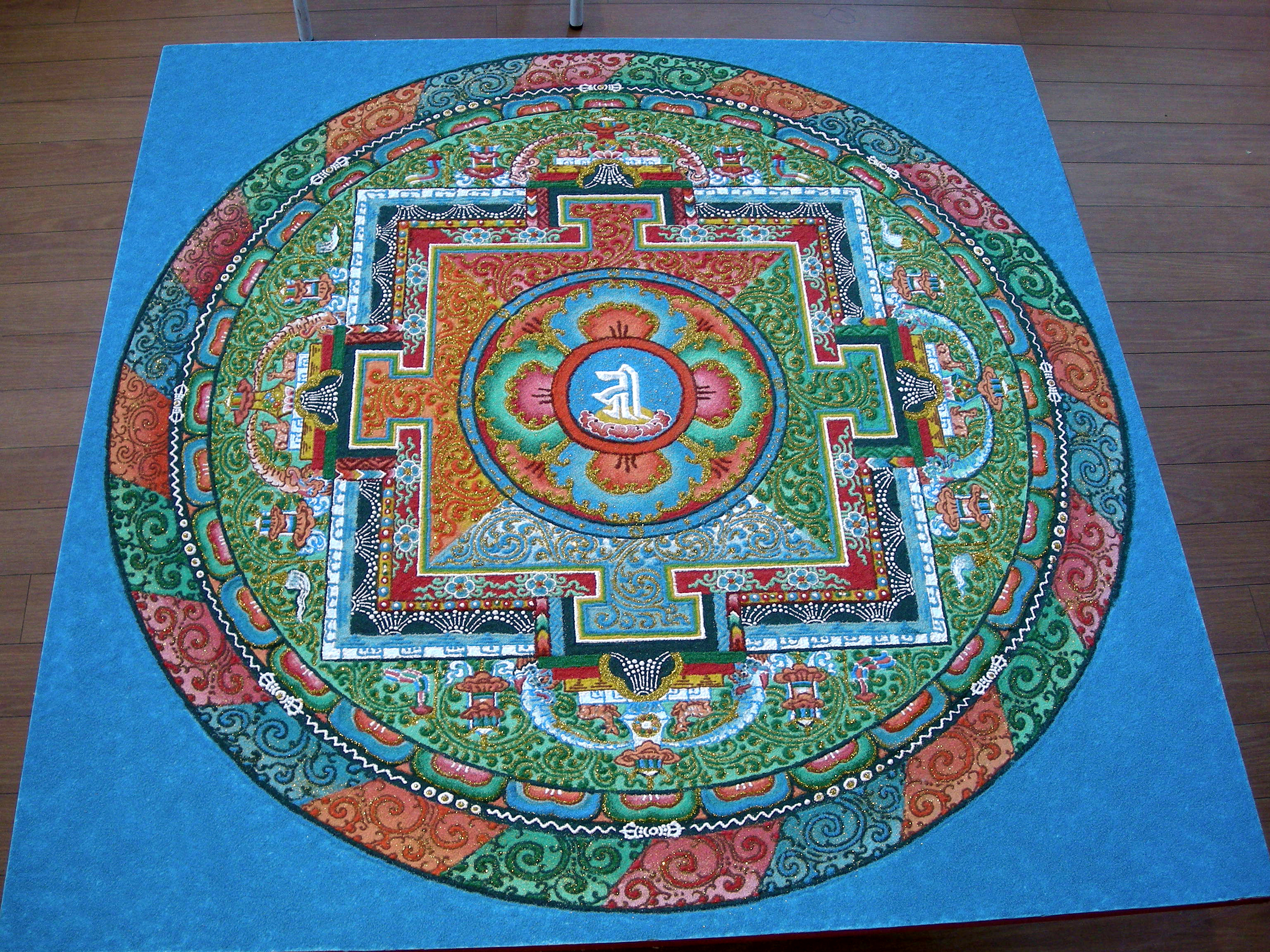
Le mandala achevé
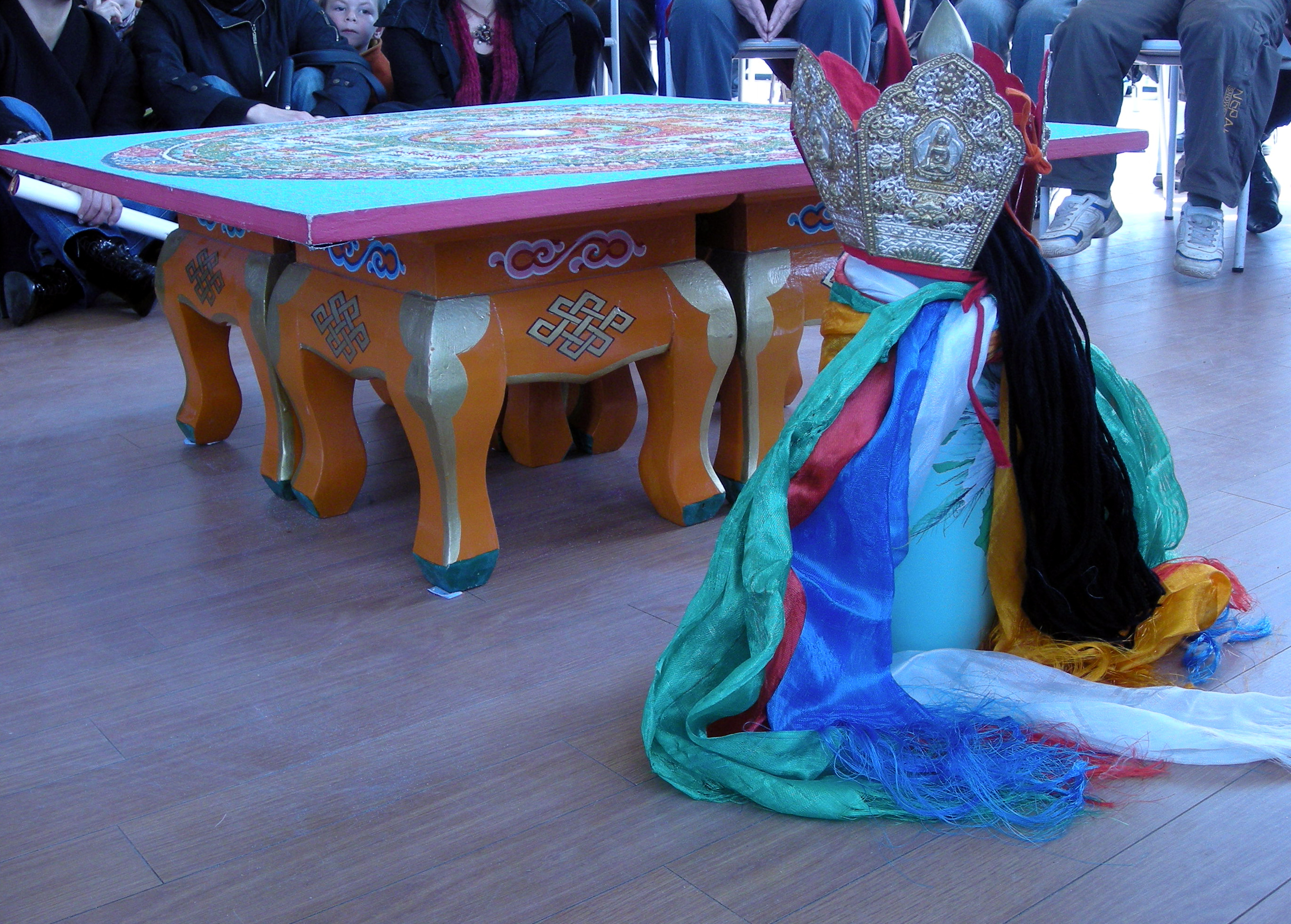
Cérémonie de dissolution
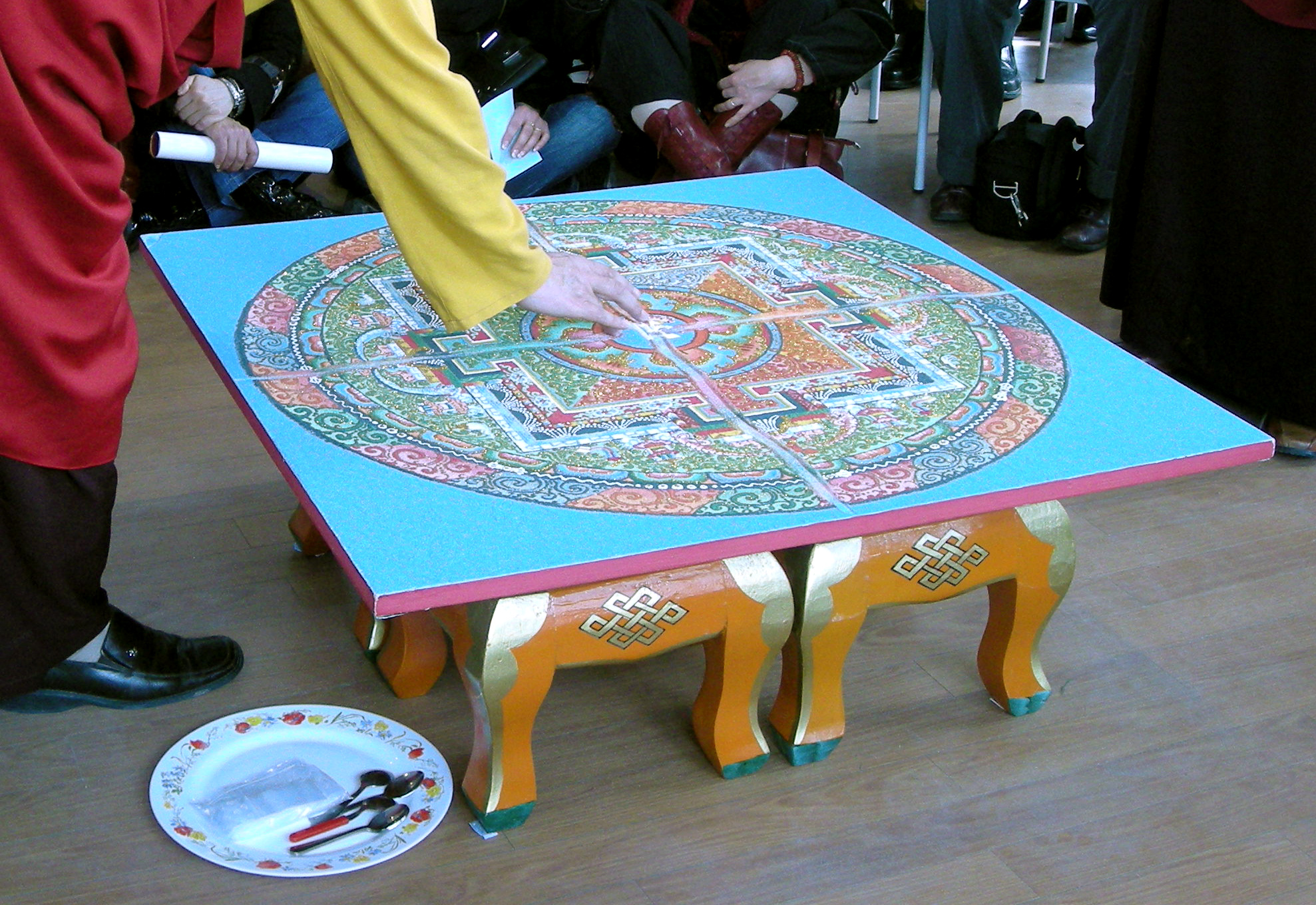
Dissolution par le lama
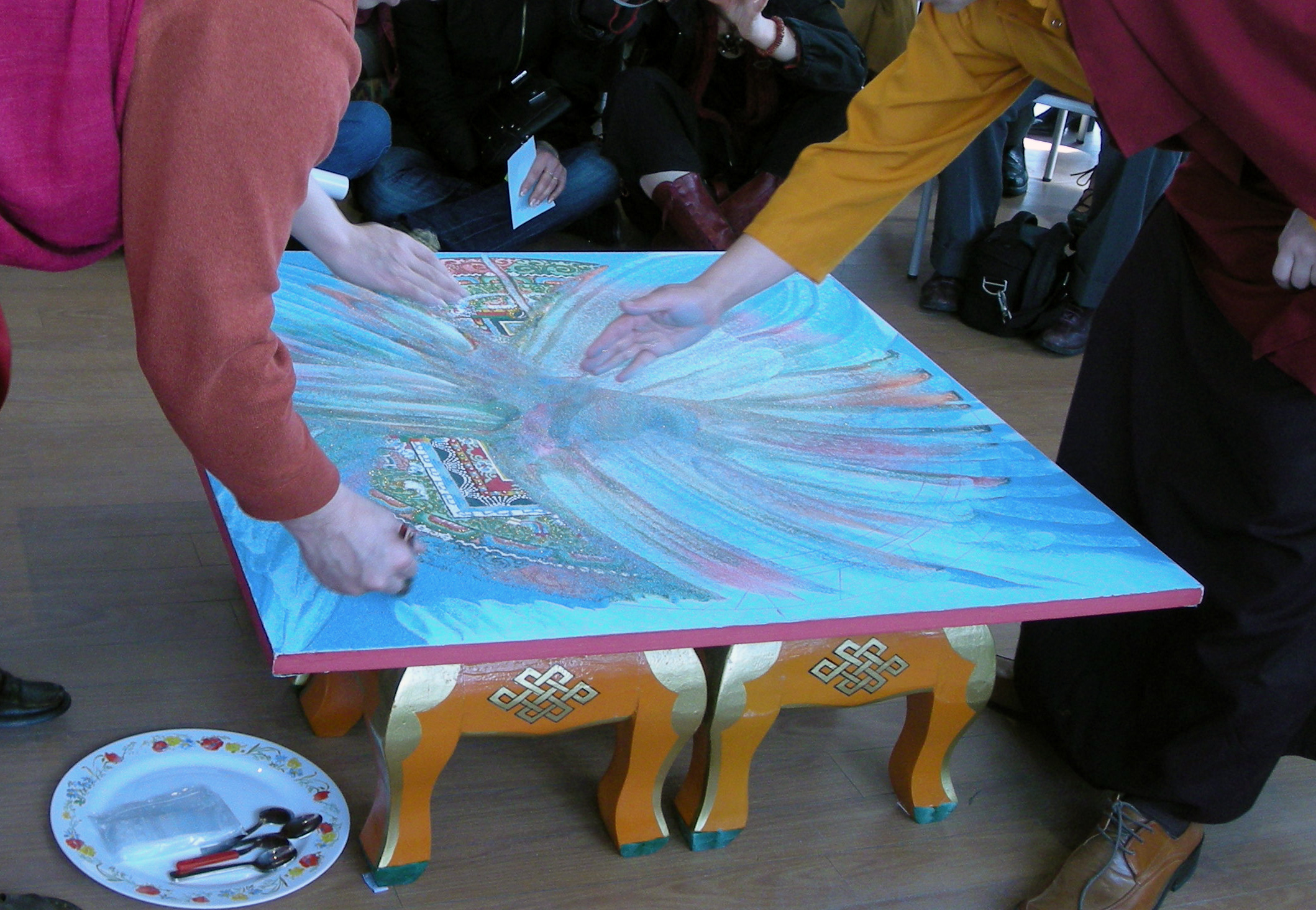
Rassemblement du sable
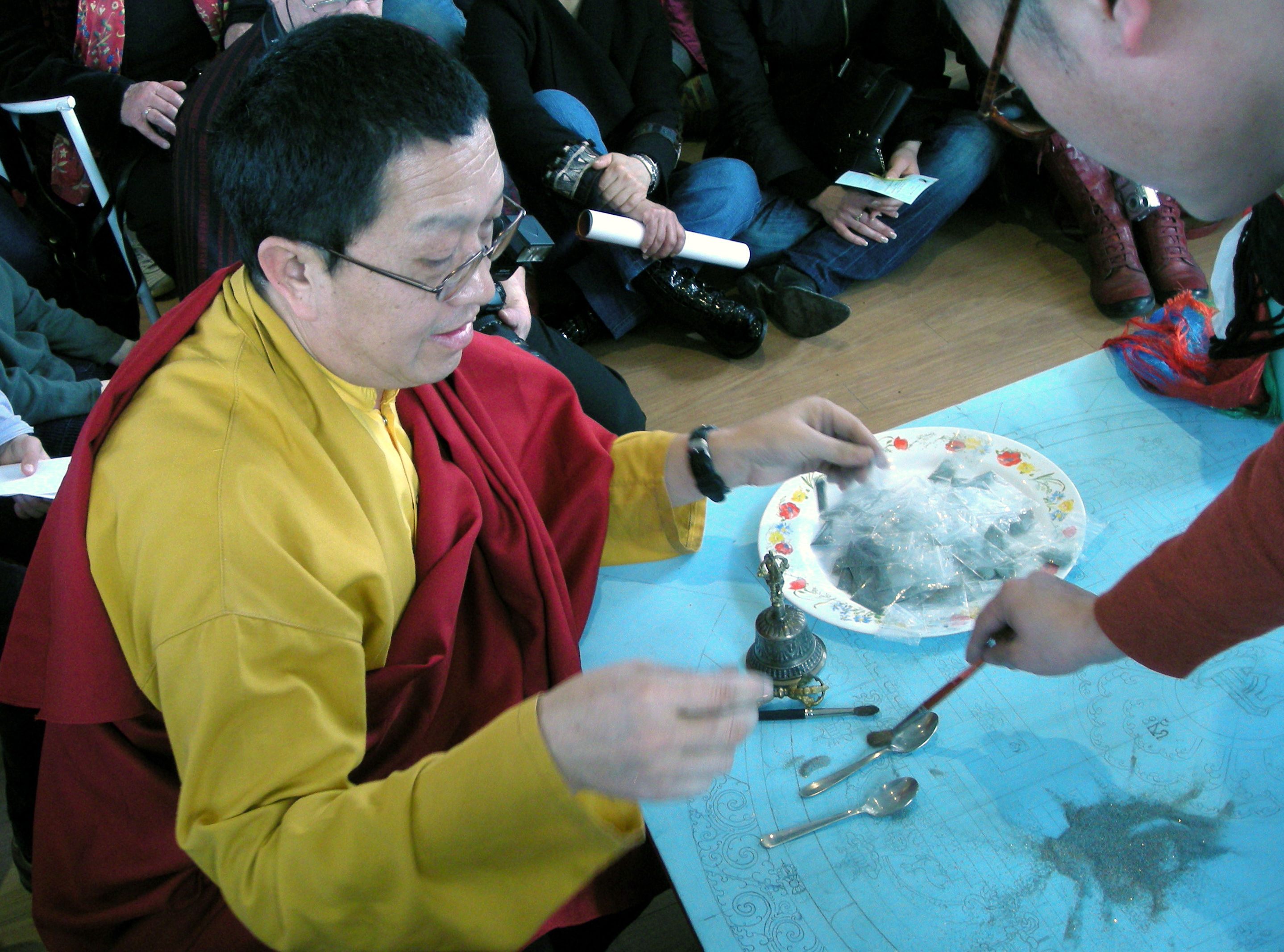
Ensachage
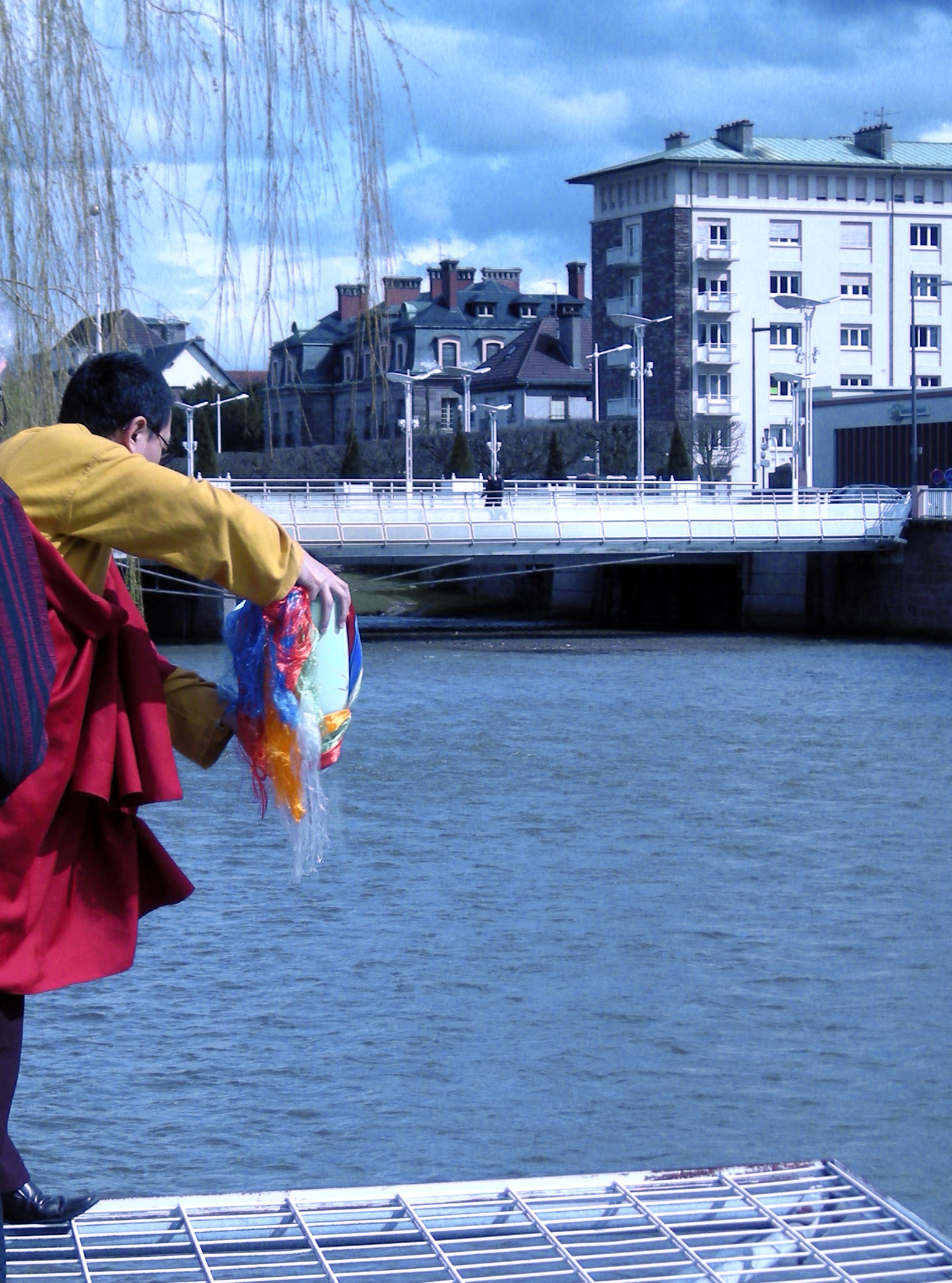
Offrande dans la rivière
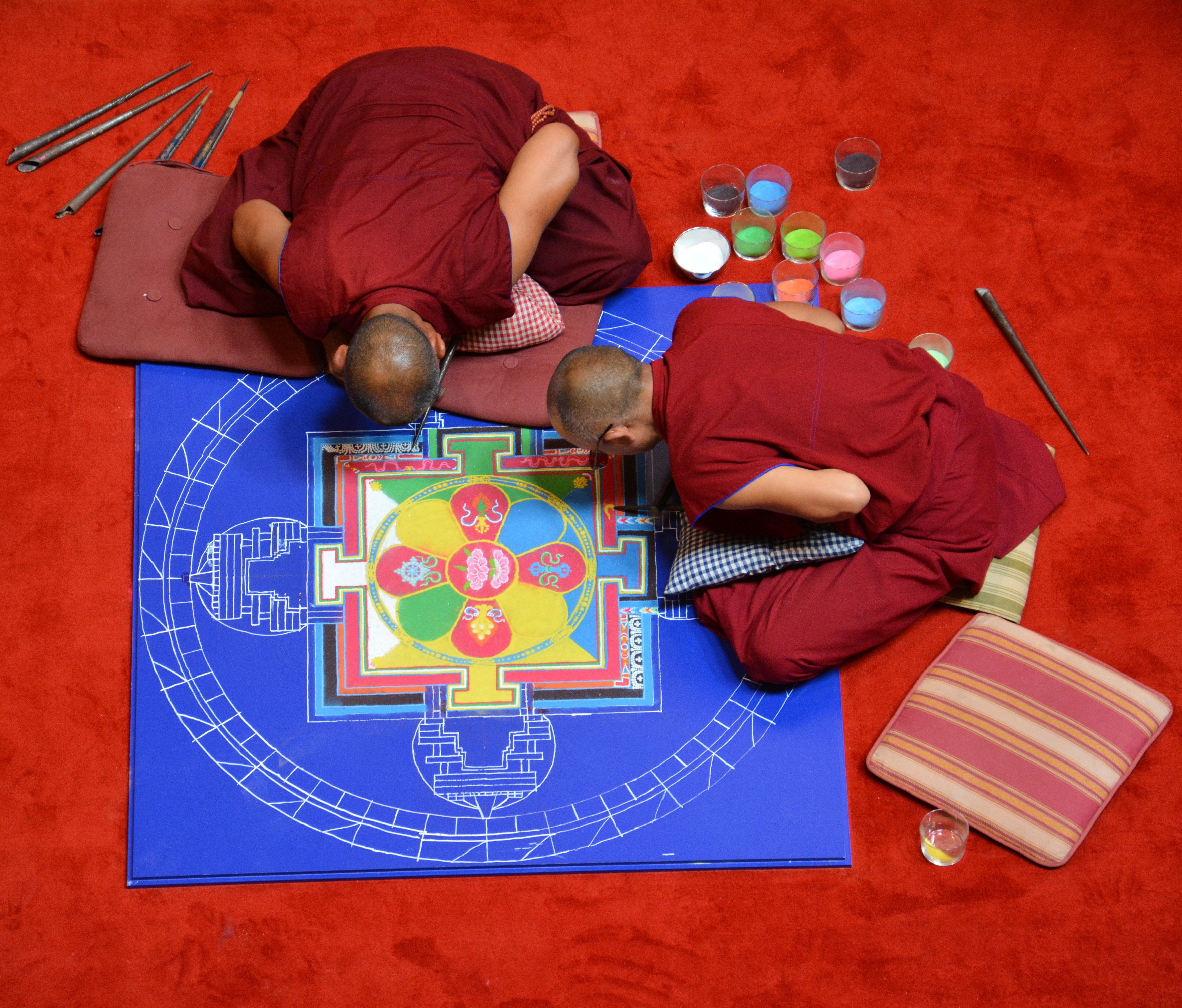
Moines tibétains faisant un mandala de sable
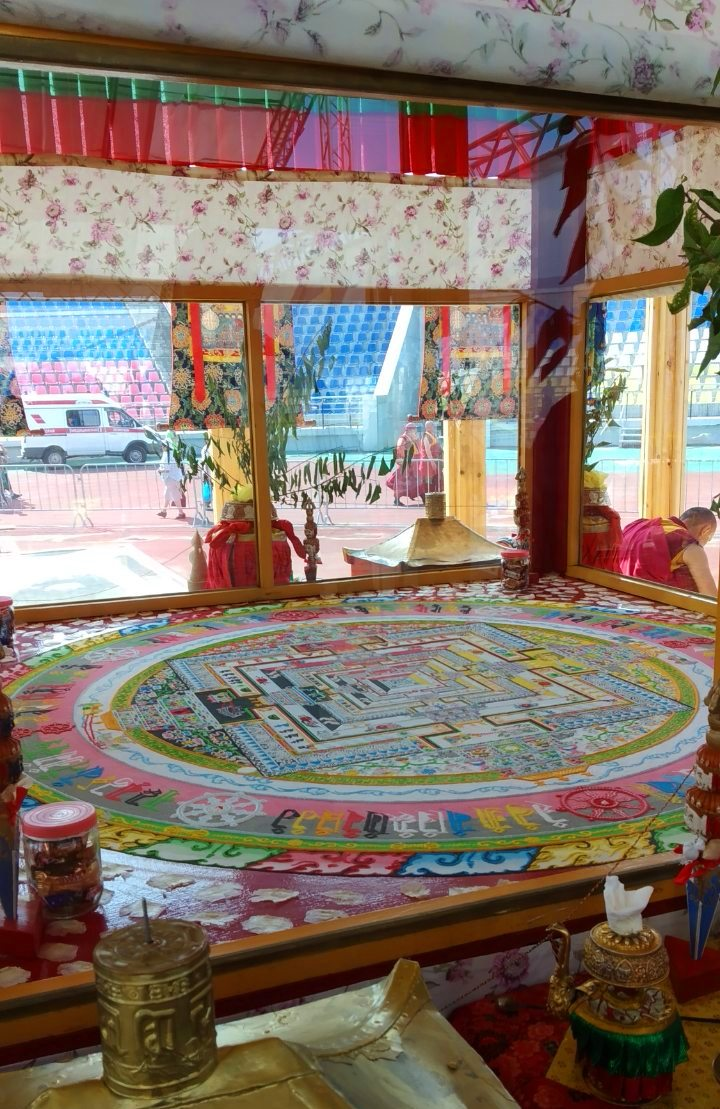
Kalachakra mandala dans un pavillon de verre spécial. Les pèlerins bouddhistes contournent le pavillon trois fois dans le sens des aiguilles d'une montre. Buryatiya, le 16 juillet 2019

## Dans le jaïnisme

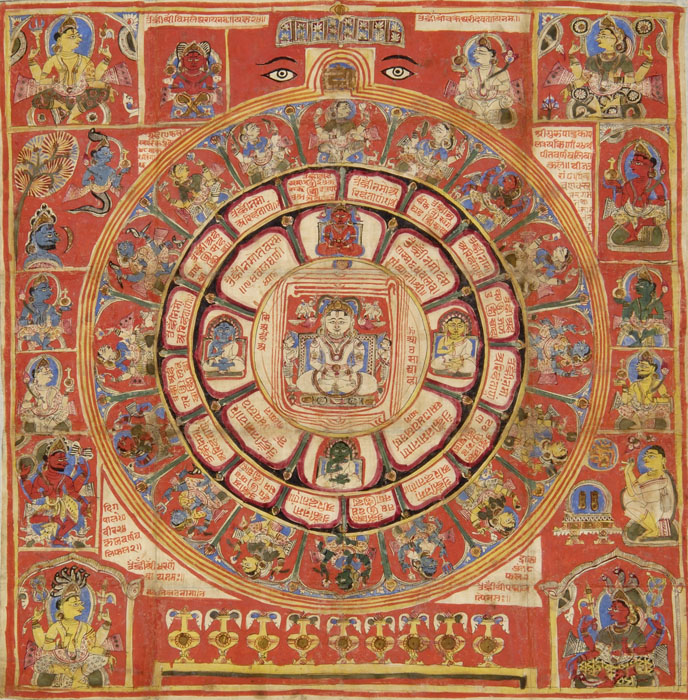
Siddhachakra du Gujarat

Dans le jaïnisme, une roue à huit pétales dénommée siddhachakra est utilisée lors de certains rituels. Elle est symétrique, contient des cercles et est entourée d'un carré. Elle est proche, des mandalas de l'hindouisme et du bouddhisme.

## En psychanalyse
Selon, le psychiatre Carl Gustav Jung,des représentations structurées selon une double symétrie [réf. nécessaire] (carré, cercle) peuvent apparaître dans les rêves, fantasmes, dessins, ou encore lors de danses spontanées, à travers la gestuelle ou le déplacement des corps. Ces mandalas individuels constituent, pour le psychiatre, des images archétypiques du soi, c’est-à-dire du centre de l'entièreté psychique (conscient et inconscient).
Selon Jung, comme objet de contemplation, le mandala a pour fonction d'attirer intuitivement l'attention sur certains éléments spirituels, par la contemplation de l'ensemble et la concentration autour du centre. Le mandala permet et exprime le mouvement de descente de la psyché vers le noyau spirituel de l'être, vers le soi, aboutissant à la réconciliation intérieure et à une nouvelle intégrité de l'être. Le mandala est à la fois expressif, mais aussi opératoire : il exprime l’état psychique du sujet et agit sur lui en retour. Jung pense que l'inconscient tourmenté peut tout de même générer spontanément des mandalas, comme moyen d’auto-régulation. Le mandala est une expression de l’archétype d’ordre. Jung en fait ainsi un moyen pour se connaitre et se transformer. Après avoir travaillé sur lui-même en faisant et en contemplant des mandalas, il l’utilise comme moyen thérapeutique pour ses patients , notamment avec le physicien Wolfgang Pauli.

### Le danse du mandala comme espace originel
Selon Jung, le soi est une structure psychique, sans forme, qui en s’extériorisant à travers le dessin ou la danse s’inscrit dans l’espace physique. L’espace s’organise alors spontanément selon la structure d’ordre de la psyché, dans un dépassement de la dualité monde intérieur / monde extérieur. Les philosophes français Bruno Traversi et Bernard Andrieu étudient l’état de conscience modifié qui caractérise la danse du mandala. Ils décrivent la transformation du corps vécu (le corps perçu par la conscience) et de la perception de l’espace, par les sujets en transe lors de la danse spontanée du mandala. Les sujets s’inscrivent alors dans un espace psychophysique, un « espace originel », dont la structure et la dynamique sont typiquement celles des mandalas.

## Agriculture
Le design Mandala est utilisé en permaculture pour concevoir des jardins ou des potagers Mandala.

## Art
Les peintures Thangka représentent généralement des diagrammes mystiques symboliques (mandala), des divinités du bouddhisme tibétain ou de la religion bön, ou encore des portraits du dalaï-lama. Ils sont destinés le plus souvent à servir de support à la méditation.
Le logiciel The Gimp, dès sa version instable 2.09 (version stable 2.10), dispose de fonctions de symétries, textures jointives et mandalas.
- (en) Gudrun Bühnemann, Maṇḍalas and Yantras in the Hindu Traditions, Brill, 2003 (lire en ligne), p. 3